# Dolnik (gromada)
Dolnik (od 1 I 1969 Krajenka) – dawna gromada, czyli najmniejsza jednostka podziału terytorialnego Polskiej Rzeczypospolitej Ludowej w latach 1954–1972.
Gromady, z gromadzkimi radami narodowymi (GRN) jako organami władzy najniższego stopnia na wsi, funkcjonowały od reformy reorganizującej administrację wiejską przeprowadzonej jesienią 1954 do momentu ich zniesienia z dniem 1 stycznia 1973, tym samym wypierając organizację gminną w latach 1954–1972.
Gromadę Dolnik z siedzibą GRN w Dolniku utworzono – jako jedną z 8759 gromad na obszarze Polski – w powiecie złotowskim w woj. koszalińskim na mocy uchwały nr 43/54 WRN w Koszalinie z dnia 5 października 1954. W skład jednostki weszły obszary dotychczasowych gromad Dolnik, Paruszka, Głupczyn, Żeleźnica i Skórka ze zniesionej gminy Krajenka w tymże powiecie. Dla gromady ustalono 14 członków gromadzkiej rady narodowej.
29 lutego 1956 do gromady Dolnik włączono wieś Maryniec z gromady Rudna w powiecie wyrzyskim w woj. bydgoskim. 
1 stycznia 1969 do gromady Dolnik włączono miejscowości Barankowo, Łońsko, Pogórze, Tarnówczyn i Wąsoszki o łącznej powierzchni 3483 ha z miasta Krajenka w tymże powiecie, po czym gromadę Dolnik zniesiono przez przeniesienie siedziby GRN z Dolnika do Krajenki i zmianę nazwy jednostki na gromada Krajenka.